# 堀の内 (小牧市)
堀の内（ほりのうち）は、愛知県小牧市の町名。現行行政地名は堀の内一丁目から五丁目。

## 地理
小牧市西部に位置し、東は小牧五丁目・常普請一丁目、西は元町、南は川西一～二丁目、北は曙町・間々本町・山北町に接する。
町域北部の一丁目の大部分は標高86 mの小牧山で占めており、その他の区域は平地となっている。

### 河川
- 合瀬川

## 世帯数と人口
2022年（令和4年）8月1日現在の世帯数と人口は以下の通りである。
| 町・丁目     | 世帯数  | 人口  |
| ------------ | ------- | ----- |
| 堀の内一丁目 | 50世帯  | 107人 |
| 堀の内二丁目 | 215世帯 | 442人 |
| 堀の内三丁目 | 78世帯  | 171人 |
| 堀の内四丁目 | 244世帯 | 490人 |
| 堀の内五丁目 | 294世帯 | 625人 |

## 学区
市立小・中学校に通う場合、学区は以下の通りとなる。
| 町丁         | 小学校             | 中学校             |
| ------------ | ------------------ | ------------------ |
| 堀の内一丁目 | 小牧市立小牧小学校 | 小牧市立小牧中学校 |
| 堀の内二丁目 | 小牧市立小牧小学校 | 小牧市立小牧中学校 |
| 堀の内三丁目 | 小牧市立小牧小学校 | 小牧市立小牧中学校 |
| 堀の内四丁目 | 小牧市立小牧小学校 | 小牧市立小牧中学校 |
| 堀の内五丁目 | 小牧市立小牧小学校 | 小牧市立小牧中学校 |

## 歴史

### 沿革
- 1984年（昭和59年）10月15日 - 以下の通り、大字小牧・大字市之久田・間々本町・曙町の各一部より堀の内一～五丁目が成立[6][7]。
  - 一丁目 - 大字小牧・間々本町・曙町の各一部
  - 二丁目 - 大字小牧の一部
  - 三～五丁目 - 大字小牧・大字市之久田の各一部

### 史跡
- 小牧山（国史跡）
  - 小牧山城

## 施設

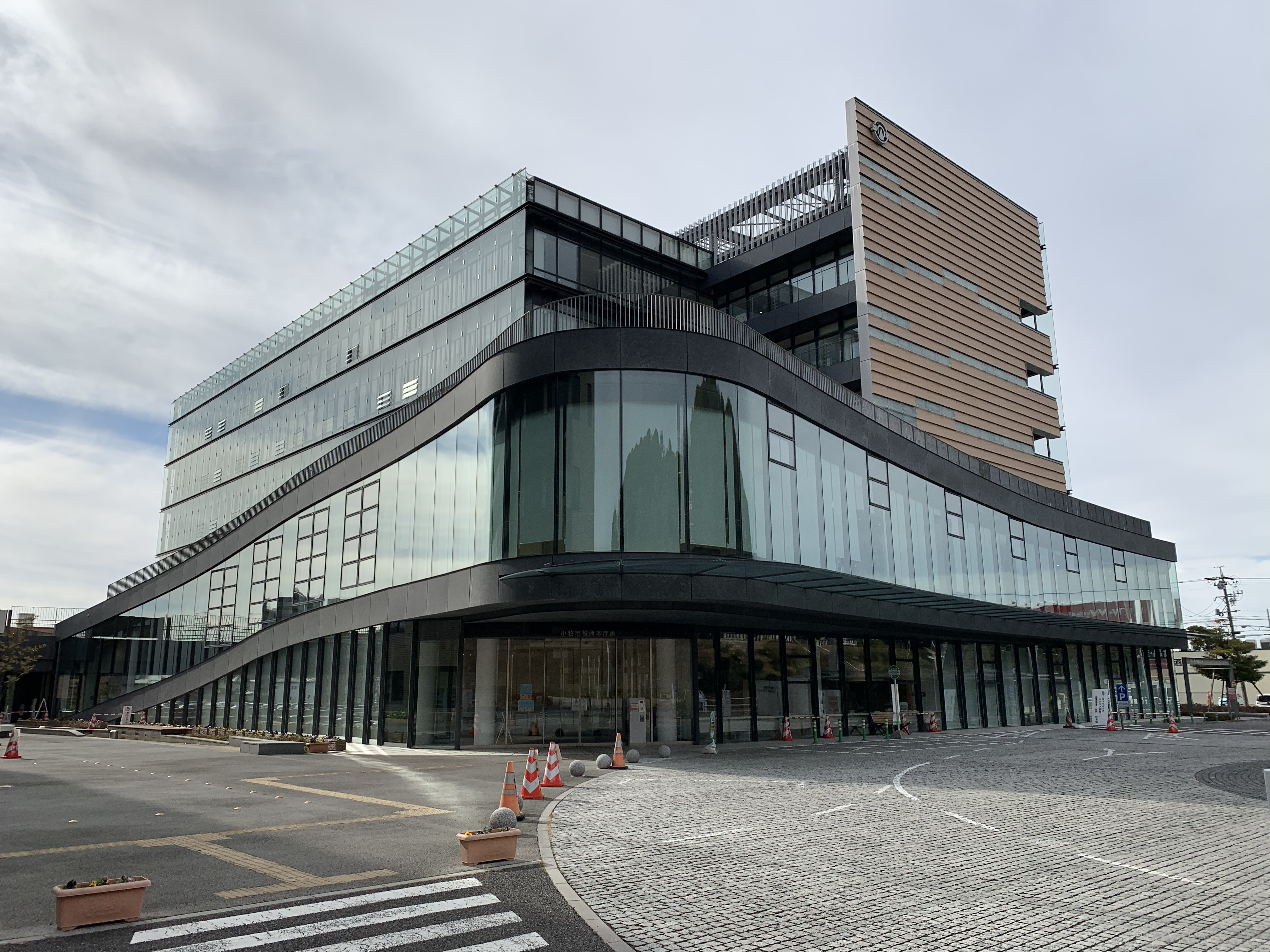
小牧市役所
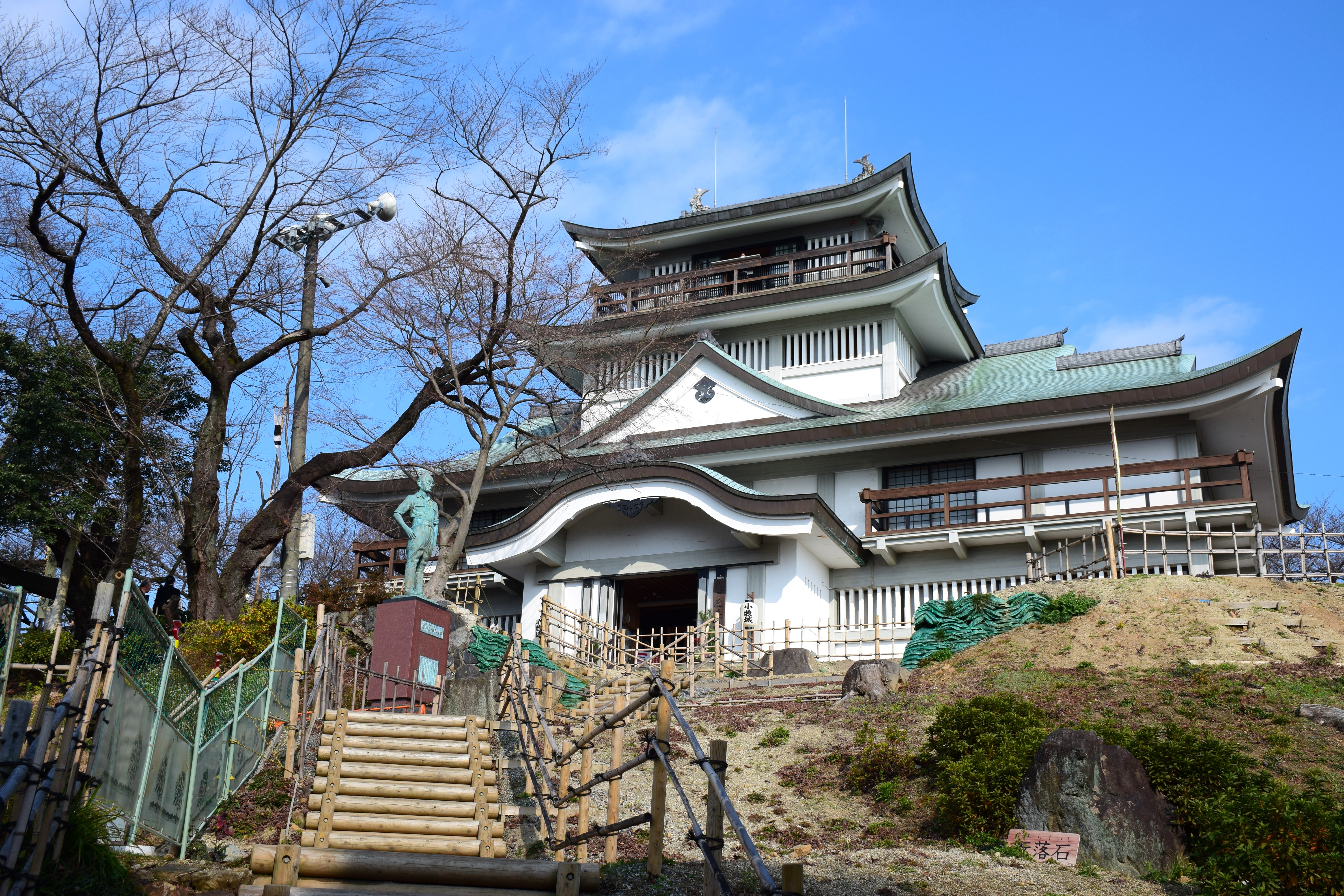
小牧市歴史館（小牧城） - 小牧山山頂
- 小牧山城史跡情報館（れきしるこまき）
- 小牧市民俗資料保存施設
- 小牧市立小牧中学校
- MEGAドン・キホーテUNY小牧店
- お宝市番館尾張小牧店
- マックスバリュ小牧堀の内店
- コーナン小牧店
- エディオン小牧店
- 名古屋銀行小牧支店
- 佐藤食品工業本社工場
- 小牧山稲荷神社

- 小牧市役所
- 小牧市歴史館

## 交通
- 国道41号（名濃バイパス）
- 愛知県道197号小牧春日井線
- 名古屋高速11号小牧線 堀の内入口

## その他

### 日本郵便
- 郵便番号 : 485-0046[2]（集配局：小牧郵便局[8]）。